# Stephen Gammell
Stephen Gammell (nacido el 10 de febrero de 1943) es un ilustrador estadounidense de libros para niños. Ganó la Medalla Caldecott de 1989 por la ilustración de libros ilustrados de EE. UU., en reconocimiento por Song and Dance Man de Karen Ackerman. Sus ilustraciones en Where the Buffaloes Begin de Olaf Baker (1982) y The Relatives Came de Cynthia Rylant (1986) le valieron a esos títulos la designación de libros honoríficos Caldecott. Es más conocido aún por sus evocadoras ilustraciones de pesadilla para la trilogía Scary Stories to Tell in the Dark de Alvin Schwartz. Ha ilustrado casi setenta libros entre 1973 y 2013, incluidos nueve de los cuales es autor.

## Biografía
Gammell creció en Iowa, Estados Unidos. Su padre, editor de arte de una revista importante, traía a casa publicaciones periódicas que le dieron a Stephen una inspiración artística temprana. Sus padres también le proporcionaron muchos lápices, papel y ánimos; siendo él autodidacta.
Comenzó su carrera con trabajos comerciales independientes, pero se interesó por la ilustración de libros infantiles. Su primer libro ilustrado fue publicado por GP Putnam's Sons en 1973: A Nutty Business de Ida Chittum, que presenta una "guerra" entre las ardillas y un granjero. Ese mismo año ilustró La búsqueda (Harper & Row, 1973), una biografía juvenil de León Tolstoi de Sara Newton Carroll.
Gammell es particularmente conocido por las ilustraciones surrealistas e inquietantes que proporcionó para Historias de miedo para contar en la oscuridad, una serie de cuentos de terror de Alvin Schwartz que sigue siendo un favorito de los adolescentes.
Él y su esposa, la fotógrafa Linda Gammell, viven en St. Paul, Minnesota. Trabaja diariamente en su estudio, ubicado sobre un restaurante.

## Obras
Listado de obras en su título original.
- 1973 A Nutty Business (por Ida Chittum)
- 1973 The Search: A Biography of Leo Tolstoy (por Sara Newton Carroll)
- 1974 Let Me Hear You Whisper: A Play (por Paul Zindel)
- 1974 The Wyndcliffe (por Louise Lawrence) (cover illustration only)
- 1975 Thunder at Gettysburg (por Patricia Lee Gauch)
- 1975 Nabpor Adams' Diary (por Miriam Anne Bourne)
- 1976 Meet the Werewolf (por Georgess McHargue)
- 1976 The Kelpie's Pearls (por Mollie Hunter)
- 1976 Ghosts (por Seymour Simon)
- 1977 A Furl of Fairy Wind (por Mollie Hunter)
- 1977 Alice Yazzie's Year (por Ramona Maher)
- 1977 The Wicked One (por Mollie Hunter)
- 1978 The Hawks of Chelney (por Adrienne Jones)
- 1978 Day of the Blizzard (por Marietta Moskin)
- 1978 The Ghost of Tillie Jean Cassaway (por Ellen Harvey Showell)
- 1979 A Net to Catch the Wind (por Margaret Greaves)
- 1979 Leo Possessed (por Dilys Owen)
- 1979 Yesterday's Island (por Eve Bunting)
- 1979 Stonewall (por Jean Fritz)
- 1979 Meet the Vampire (por Georgess McHargue)
- 1980 And Then the Mouse... Three Stories (por Malcolm Hall)
- 1980 Terrible Things: An Allegory of the Holocaust (por Eve Bunting)
- 1980 Blackbird Singing (por Eve Bunting)
- 1981 Flash and the Swan (por Ann Brophy)
- 1981 Where the Buffaloes Begin (por Olaf Baker) —Caldecott Honor[1]
- 1981 Once Upon MacDonald's Farm (por Stephen Gammell)
- 1981 Demo and the Dolphin (por Nathaniel Benchley)
- 1981 Wake Up, Bear...It's Christmas! (por Stephen Gammell)
- 1981 Scary Stories to Tell in the Dark (por Alvin Schwartz)
- 1982 The Story of Mr. and Mrs. Vinegar (por Stephen Gammell)
- 1982 The Best Way to Ripton (por Maggie S. Davis)
- 1983 Git Along, Old Scudder (por Stephen Gammell)
- 1983 The Old Banjo (por Dennis Haseley)
- 1984 Waiting to Waltz (por Cynthia Rylant)
- 1984 The Real Tom Thumb (por Helen Reeder Cross)
- 1984 Thaddeus (por Alison Cragin Herzig, Jane Lawrence Mali)
- 1984 More Scary Stories to Tell in the Dark (por Alvin Schwartz)
- 1985 Who Kidnapped the Sheriff?: Tales from Tickfaw (por Larry Callen)
- 1985 Thanksgiving Poems (por Myra Cohn Livingston)
- 1986 The Relatives Came (por Cynthia Rylant) —Caldecott Honor[1]
- 1986 A Regular Rolling Noah (por George Ella Lyon)
- 1987 Old Henry (por Joan Blos)
- 1987 The Great Dimpole Oak (por Janet Taylor Lisle)
- 1988 Song and Dance Man (por Karen Ackerman) —Caldecott Medal[1]
- 1988 Airmail to the Moon (por Tom Birdseye)
- 1989 Dancing Teepees: Poems of American Indian Youth (por Virginia Driving Hawk Sneve)
- 1989 Halloween Poems (por Myra Cohn Livingston)
- 1989 Will's Mammoth (por Rafe Martin)
- 1990 Come a Tide (por George Ella Lyon)
- 1990 Wing-A-Ding (por Lyn Littlefield Hoopes)
- 1991 The Wing Shop (por Elvira Woodruff)
- 1991 Scary Stories 3: More Tales to Chill Your Bones (por Alvin Schwartz)
- 1992 The Old Black Fly (por Jim Aylesworth)
- 1993 Monster Mama (por Liz Rosenberg)
- 1997 Is That You, Winter? (por Stephen Gammell)
- 1997 You Be the Bread and I'll Be the Cheese: Showing How We Care (por Scott Foresman) (contributing illustrator)
- 2000 Twigboy (por Stephen Gammell)
- 2001 Ride (por Stephen Gammell)
- 2001 The Burger and the Hot Dog (por Jim Aylesworth)
- 2001 The Art Contest (por Stephen Gammell)
- 2002 Humble Pie (por Jennifer Donnelly)
- 2003 Swing Around the Sun (por Barbara Juster Esbensen) (contributing illustrator)
- 2003 Hey, Pancakes! (por Tamson Weston)
- 2005 Timothy Cox Will Not Change His Socks (por Robert Kinerk)
- 2006 The Secret Science Project That Almost Ate the School (por Judy Sierra)
- 2008 My Friend, the Starfinder (por George Ella Lyon)
- 2008 I Know an Old Teacher (por Anne Bowen)
- 2009 How the Nobble Was Finally Found (por C.K. Williams)
- 2009 I Did It Anyway (por Liz Rosenberg) (cancelled)
- 2011 Mudkin (por Stephen Gammell)
- 2012 Laugh-Out-Loud Baby (por Tony Johnston)
- 2013 The Frazzle Family Finds a Way (por Ann Bonwill)